# 鳶口

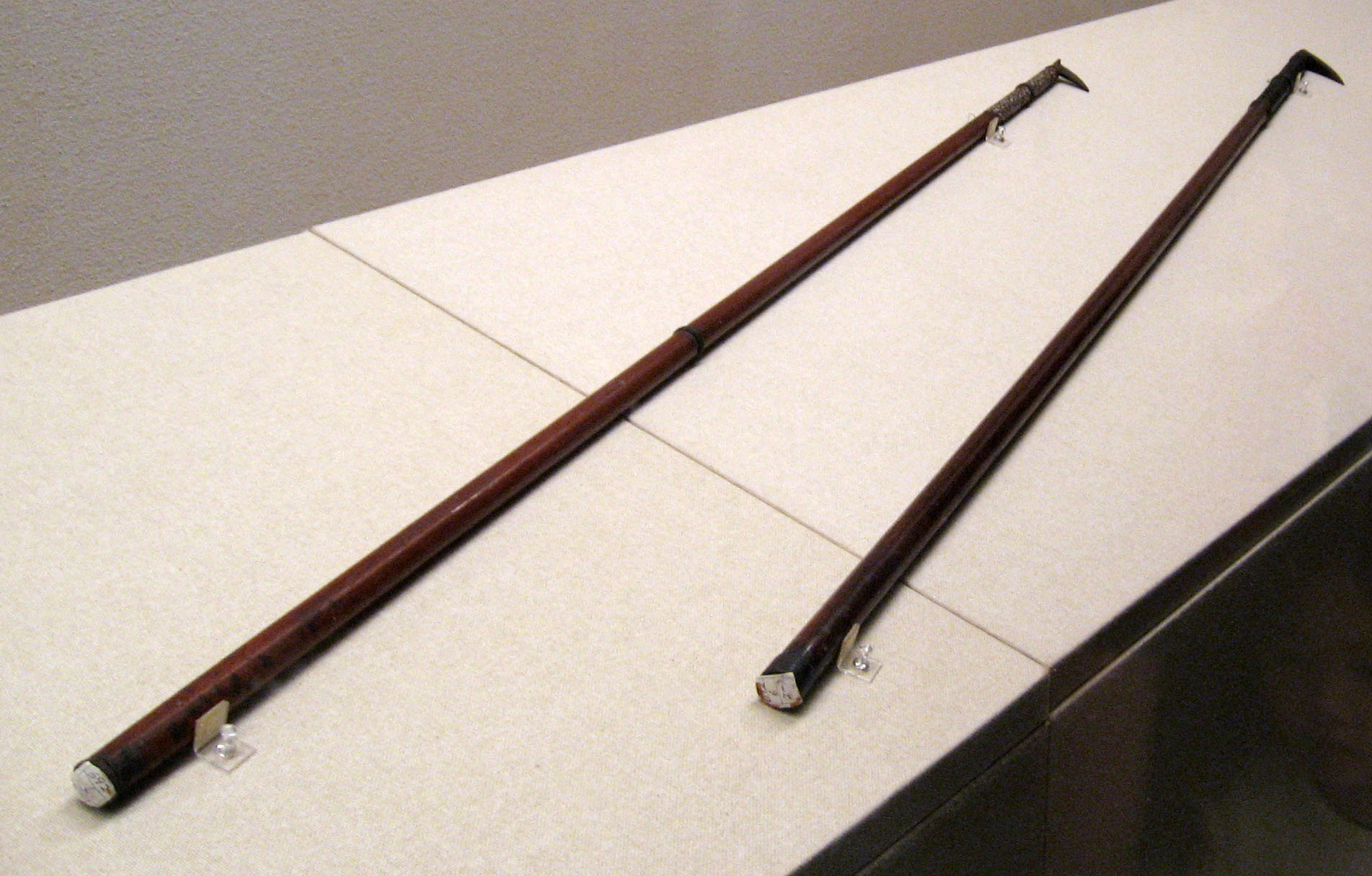
鳶口（江戸時代）

鳶口（とびぐち）は、トビの嘴（くちばし）のような形状の鉄製の穂先を長い柄の先に取り付けた道具。長さ1.5〜2mほどの木製の棒の先に、名前の由来となったトビの嘴のような金属製の金具が取り付けられている。

## 用途
丸太や原木など木材の移動・運搬・積み上げや、木造の建築物の解体や移動（曳家）に使用される。江戸時代には、鳶職を中心に組織された町火消の消防作業に用いられ、鳶口で出火した周りの建物を引き倒すように破壊して火事の延焼を防いだ（破壊消火）。現代の消防操法の大会や鳶職の梯子乗りでも道具として鳶口が使用される。

## 木遣り
鳶口を使って木材や丸太・原木などを動かすことを「木を遣り廻す」、または「木遣り」という。祭りの山車などの移動操作をすることを「遣り回し」という地域もある。
鳶口で木を遣り回す時に唄われた歌も木遣と呼ばれ、現在に受け継がれている。